# Bassus szepligetii
Bassus szepligetii är en stekelart som först beskrevs av Günther Enderlein 1920.  Bassus szepligetii ingår i släktet Bassus och familjen bracksteklar. Inga underarter finns listade.